# Yusuke Maruhashi
Yusuke Maruhashi (丸橋 祐介 Maruhashi Yusuke?), född 2 september 1990 i Osaka prefektur, är en japansk fotbollsspelare.
Maruhashi började sin karriär 2009 i Cerezo Osaka. Med Cerezo Osaka vann han japanska ligacupen 2017 och japanska cupen 2017.